# Wald-Kuckuckshummel
Die Wald-Kuckuckshummel (Bombus sylvestris) ist eine Hummelart, die als Brutparasit lebt.

## Merkmale
Das Weibchen wird 14–16 mm lang und hat eine Flügelspannweite von 32–35 mm, das Männchen 13–15 mm bei einer Flügelspannweite von 27–30 mm. Die Wald-Kuckuckshummel ist bis auf eine gelbe Querbinde hinter dem Kopf und dem struppig weißbehaarten hinteren Drittel des Hinterleibs schwarz und ähnelt stark ihrer Hauptwirtin, der Wiesenhummel. Bei dieser ist das Hinterleibsende allerdings orangerot. Die Königin der Wiesenhummel hat einen relativ hohen Summton, die Wald-Kuckuckshummel einen relativ tiefen, ähnlich dem der wesentlich größeren 'Dunklen Erdhummel'. Der rundliche Kopf sowie der Rüssel sind kurz.
Ihr fehlt der für Hummeln typische Pollensammelapparat am letzten Beinpaar, der notwendig wäre, um die Larven selbst zu versorgen.

## Vorkommen
Die Wald-Kuckuckshummel lebt in Nordeuropa und Sibirien bis zum Pazifik, in ganz Mitteleuropa sowie in den höheren Lagen Südeuropas.

## Fortpflanzung
Die Wald-Kuckuckshummel parasitiert hauptsächlich die Wiesenhummel, aber auch Baum- und Steinhummel, seltener auch die Heidehummel. Im April, wenn die ersten Arbeiterinnen ihres Wirtvolkes geschlüpft sind, fliegt sie dicht über den Boden auf der Suche nach einem geeigneten Hummelnest. Sie dringt in das Nest ein und verhält sich unauffällig, bis sie den Geruch ihres Wirtes angenommen hat. Danach liefert sie sich einen Kampf mit der Königin des Wirtsvolkes, den sie in der Regel gewinnt. Der Chitinpanzer der Wald-Kuckuckshummel ist wesentlich kräftiger als der der parasitierten Königin und schwer zu durchdringen. Ein Hummelstich ist für eine Hummel tödlich. Sie zerstört dann die Brutzellen ihres Wirtes, verzehrt die Eier der Wirtskönigin und legt eigene Brutzellen an, um dort ihre Eier hineinzulegen. Aus den Eiern schlüpfen nur Geschlechtstiere, also Drohnen und Königinnen, aber keine Arbeiterinnen. Die sich entwickelnden Larven werden von den Arbeiterinnen des Wirtsvolkes mit Nektar und Pollen versorgt. Nach der Begattung stirbt das Männchen, und das Weibchen überwintert in einem geschützten Versteck im Erdreich. Es ist aber nicht jeder Eroberungsversuch erfolgreich. Speziell die Arbeiterinnen der Baumhummel sind in der Regel sehr wachsam und verteidigungsbereit. Es kommt dann gelegentlich auch zum Tod des Eindringlings.

## Flugzeit
Die überwinterte Wald-Kuckuckshummel fliegt von April bis Ende Juli, das Jung-Weibchen ab Juli und das Jung-Männchen ab Mitte Juli. Die Art ist univoltin und tritt folglich nur mit einer Generation im Jahr auf.

## Ernährung
Das Weibchen ernährt sich im Frühjahr oft von Pollen und Nektar von Löwenzahn, Witwenblumen und Blut-Johannisbeere, das Männchen meist von Disteln, Flockenblumen und Skabiosen.